# 国分太一のお気楽さんぽ - Happy Go Lucky -
『国分太一のお気楽さんぽ ～Happy Go Lucky〜』（こくぶんたいちのおきらくさんぽ～ハッピーゴーラッキー～）は、フジテレビ系列27局で2020年4月1日から2022年3月31日まで平日の午前中に放送されていた楽天カードの単独提供による紀行ミニ番組（後述する事情で中断期間あり）。前番組の『国分太一のおさんぽジャパン』に続いて、国分太一（TOKIO）の冠番組として編成されていた。

## 概要
『国分太一のおさんぽジャパン』に続いて、TOKIOの国分太一が日本全国の街を散歩しながら、その土地の魅力を紹介する番組。当初は、日本橋 (東京都中央区)で収録したロケの映像を、18回に分けて放送していた。しかし、番組開始のタイミングが新型コロナウイルスへの感染が拡大している時期と重なったことなどから、2020年4月27日から5月20日（水曜日）まで放送を休止していた。
上記の事情から日本橋以降のロケを見合わせざるを得なくなったため、休止期間中からスタジオ収録へ移行。2020年5月21日（木曜日）から放送を再開した。当面は、「おうち時間（在宅生活）を楽しむ」というコンセプトで「STAY HOME企画」を実施していた。「インターネットやアンテナショップなどで取り寄せることが可能な物産品がスタジオに届いた」という設定で、届いた物産品を国分がスタジオで試食・試飲するとともに、その物産品の生産者・販売者とのオンライントークの模様を放送していた。
2022年3月31日に「スポンサーなど営業的な視点を踏まえての総合的な判断改編に至り番組終了。

## 出演者

### レギュラーナビゲーター
- 国分太一（TOKIO）

### ナレーション
- 西山喜久恵（フジテレビアナウンサー）

## ネット局と放送時間
| 放送対象地域   | 放送局                    | 系列                          | 放送時間（JST）          | ネット状況 |
| -------------- | ------------------------- | ----------------------------- | ------------------------ | ---------- |
| 関東広域圏     | フジテレビ（CX）          | フジテレビ系列                | 平日 11時25分 - 11時30分 | 【制作局】 |
| 北海道         | 北海道文化放送（uhb）     | フジテレビ系列                | 平日 11時25分 - 11時30分 | 同時ネット |
| 岩手県         | 岩手めんこいテレビ（mit） | フジテレビ系列                | 平日 11時25分 - 11時30分 | 同時ネット |
| 宮城県         | 仙台放送（OX）            | フジテレビ系列                | 平日 11時25分 - 11時30分 | 同時ネット |
| 秋田県         | 秋田テレビ（AKT）         | フジテレビ系列                | 平日 11時25分 - 11時30分 | 同時ネット |
| 山形県         | さくらんぼテレビ（SAY）   | フジテレビ系列                | 平日 11時25分 - 11時30分 | 同時ネット |
| 福島県         | 福島テレビ（FTV）         | フジテレビ系列                | 平日 11時25分 - 11時30分 | 同時ネット |
| 長野県         | 長野放送（NBS）           | フジテレビ系列                | 平日 11時25分 - 11時30分 | 同時ネット |
| 新潟県         | NST新潟総合テレビ（NST）  | フジテレビ系列                | 平日 11時25分 - 11時30分 | 同時ネット |
| 静岡県         | テレビ静岡（SUT）         | フジテレビ系列                | 平日 11時25分 - 11時30分 | 同時ネット |
| 富山県         | 富山テレビ（BBT）         | フジテレビ系列                | 平日 11時25分 - 11時30分 | 同時ネット |
| 石川県         | 石川テレビ（ITC）         | フジテレビ系列                | 平日 11時25分 - 11時30分 | 同時ネット |
| 福井県         | 福井テレビ（FTB）         | フジテレビ系列                | 平日 11時25分 - 11時30分 | 同時ネット |
| 中京広域圏     | 東海テレビ（THK）         | フジテレビ系列                | 平日 11時25分 - 11時30分 | 同時ネット |
| 近畿広域圏     | 関西テレビ（KTV）         | フジテレビ系列                | 平日 11時25分 - 11時30分 | 同時ネット |
| 島根県・鳥取県 | さんいん中央テレビ（TSK） | フジテレビ系列                | 平日 11時25分 - 11時30分 | 同時ネット |
| 岡山県・香川県 | 岡山放送（OHK）           | フジテレビ系列                | 平日 11時25分 - 11時30分 | 同時ネット |
| 広島県         | テレビ新広島（tss）       | フジテレビ系列                | 平日 11時25分 - 11時30分 | 同時ネット |
| 愛媛県         | テレビ愛媛（EBC）         | フジテレビ系列                | 平日 11時25分 - 11時30分 | 同時ネット |
| 高知県         | 高知さんさんテレビ（KSS） | フジテレビ系列                | 平日 11時25分 - 11時30分 | 同時ネット |
| 福岡県         | テレビ西日本（TNC）       | フジテレビ系列                | 平日 11時25分 - 11時30分 | 同時ネット |
| 佐賀県         | サガテレビ（STS）         | フジテレビ系列                | 平日 11時25分 - 11時30分 | 同時ネット |
| 長崎県         | テレビ長崎（KTN）         | フジテレビ系列                | 平日 11時25分 - 11時30分 | 同時ネット |
| 熊本県         | テレビくまもと（TKU）     | フジテレビ系列                | 平日 11時25分 - 11時30分 | 同時ネット |
| 大分県         | テレビ大分（TOS）         | 日本テレビ系列 フジテレビ系列 | 平日 11時25分 - 11時30分 | 同時ネット |
| 鹿児島県       | 鹿児島テレビ（KTS）       | フジテレビ系列                | 平日 11時25分 - 11時30分 | 同時ネット |
| 沖縄県         | 沖縄テレビ（OTV）         | フジテレビ系列                | 平日 11時25分 - 11時30分 | 同時ネット |

## スタッフ
- チーフ・プロデューサー：清水泰貴（フジテレビ）
- プロデューサー：今野貴之（共テレ）、五十嵐剛・加藤智章（共にフジテレビ）
- 演出：富田一伸（Bunzow）
- ディレクター：片岡智里、木曽守、舟木隆浩、畑川渉（びーよん）、川村公人、小﨑市太郎、中澤望
- AP：田屋聡美
- 制作協力：共テレ[2]
- 制作：フジテレビ編成制作局制作センター第二制作室
- 制作著作：フジテレビ

## テーマ曲
- 「おきらくさんぽ～Happy Go Lucky～」作曲:国分太一[3]